# KCNK2
KCNK2 (англ. Potassium two pore domain channel subfamily K member 2) – білок, який кодується однойменним геном, розташованим у людей на короткому плечі 1-ї хромосоми.  Довжина поліпептидного ланцюга білка становить 426 амінокислот, а молекулярна маса — 47 093.
| 10         |  | 20         |  | 30         |  | 40         |  | 50         |
| ---------- |  | ---------- |  | ---------- |  | ---------- |  | ---------- |
| MLPSASRERP |  | GYRAGVAAPD |  | LLDPKSAAQN |  | SKPRLSFSTK |  | PTVLASRVES |
| DTTINVMKWK |  | TVSTIFLVVV |  | LYLIIGATVF |  | KALEQPHEIS |  | QRTTIVIQKQ |
| TFISQHSCVN |  | STELDELIQQ |  | IVAAINAGII |  | PLGNTSNQIS |  | HWDLGSSFFF |
| AGTVITTIGF |  | GNISPRTEGG |  | KIFCIIYALL |  | GIPLFGFLLA |  | GVGDQLGTIF |
| GKGIAKVEDT |  | FIKWNVSQTK |  | IRIISTIIFI |  | LFGCVLFVAL |  | PAIIFKHIEG |
| WSALDAIYFV |  | VITLTTIGFG |  | DYVAGGSDIE |  | YLDFYKPVVW |  | FWILVGLAYF |
| AAVLSMIGDW |  | LRVISKKTKE |  | EVGEFRAHAA |  | EWTANVTAEF |  | KETRRRLSVE |
| IYDKFQRATS |  | IKRKLSAELA |  | GNHNQELTPC |  | RRTLSVNHLT |  | SERDVLPPLL |
| KTESIYLNGL |  | TPHCAGEEIA |  | VIENIK     |  |            |  |            |

A: Аланін

C: Цистеїн

D: Аспарагінова кислота

E: Глутамінова кислота

F: Фенілаланін

G: Гліцин

H: Гістидин

I: Ізолейцин

K: Лізин

L: Лейцин

M: Метіонін

N: Аспарагін

P: Пролін

Q: Глутамін

R: Аргінін

S: Серин

T: Треонін

V: Валін

W: Триптофан

Кодований геном білок за функціями належить до іонних каналів, фосфопротеїнів. 
Задіяний у таких біологічних процесах як транспорт іонів, транспорт, транспорт калію. 
Білок має сайт для зв'язування з калію. 
Локалізований у клітинній мембрані, мембрані, ендоплазматичному ретикулумі.